# Pedro Neto
Pedro Lomba Neto (Viana do Castelo, 2000. március 9. –) portugál válogatott labdarúgó, a Chelsea játékosa.

## Pályafutása

### Klubcsapatokban

#### Braga és a Lazio
A Vianense, a Perspectiva em Jogo, a Braga és a Palmeiras Braga korosztályos csapataiban nevelkedett 2016-ig, majd ekkor visszatért a Braga akadémiájára. 2017. május 7-én mutatkozott be a második csapatban a Porto B ellen 3–2-re elvesztett másodosztályú bajnoki találkozó 57. percében Tomás Martínez cseréjeként. Egy héttel később a felnőttek között is debütált a CD Nacional ellen 4–0-ra megnyert élvonalbeli bajnoki találkozón, a 81. percben megszerezte első gólját a csapatban és ezzel a klub valaha volt legfiatalabb góllövője lett a bajnokságban. 2017. augusztus 31-én Bruno Jordãóval két évre kölcsönadták az olasz Laziónak, és mindkét játékost meg kell később vásárolniuk 26 millió euróért. A 2017–18-as szezont az U19-es csapatnál töltötte. 2019. január 12-én mutatkozott be a kupában az első csapatban a Novara Calcio ellen. Január 27-én a bajnokságban a Juventus ellen 2–1-re elvesztett mérkőzésen debütált, amikor is a 90. percben Bastos cseréjeként pályára lépett.

#### Wolverhampton Wanderers
2019. augusztus 2-án aláírt az angol Wolverhampton Wanderers csapatához. Augusztus 15-én mutatkozott be az örmény Pjunik elleni Európa-liga selejtező mérkőzés visszavágóján, amely mérkőzésen gólt és gólpasszt jegyzett. Augusztus 19-én a bajnokságban a Manchester United ellen 1–1-re végződő találkozóján a 86. percben debütált Diogo Jota cseréjeként. 2020. január 1-jén a Watford ellen első bajnoki gólját szerezte meg. 2020 novemberében 2025. június 30-ig meghosszabbította a szerződését. 2021. április 9-én a Fulham ellen 1–0-ra megnyert bajnoki mérkőzés első félidőjáben térdsérülést szenvedett, majd ki kellett hagynia a szezon további részét. 2022. február 20-án a Leicester City ellen tért vissza. Március 9-én 2027 nyaráig szóló szerződést kötött a klubbal. Szeptember 17-én lépett 100. alkalommal pályára a klub színeiben a Manchester City ellen 3–0-ra elvesztett mérkőzésen. A következő hónapban műtétre szoruló bokasérülést szenvedett, és közel öt hónapót kihagyott.
2023. október 21-én a bajnokságban is elérte a 100. pályára lépést az AFC Bournemouth ellen. 2024. január 28-án első gólját szerezte meg a kupában a West Bromwich Albion ellen 2–0-ra megnyert találkozón.

#### Chelsea
2024. augusztus 11-én hétéves szerződést írt alá a Chelsea csapatával.

### A válogatottban
Többszörös portugál korosztályos válogatott és rész vett a 2019-es U20-as labdarúgó-világbajnokságon és a 2021-es, valamint a 2023-as U21-es labdarúgó-Európa-bajnokságon. 2020. november 5-ln behívta a válogatottba Fernando Santos az Andorra és Franciaország elleni mérkőzésekre. November 11-én góllal mutatkozott be az Andorra ellen 7–0-ra megnyert mérkőzésen, így ő lett az első 2000-es években született játékos, aki a válogatottban pályára lépett és gólt szerzett.
Sérülés miatt lemaradt a 2022-es labdarúgó-világbajnokságról. 2024. május 21-én Roberto Martínez szövetségi kapitány kihirdette 26 fős Európa-bajnoki keretét, amelyben ő is szerepelt.

## Család
Nagybátyja, Sérgio Lomba egyszeres mozambiki válogatott. Unokatesvére, Martim Neto szintén labdarúgó.

## Sikerei, díjai

### Klub
- SS Lazio
  - Olasz kupa: 2018–19

### Egyéni
- A Wolverhampton Wanderers év játékosa: 2021[35]